# Alain IX. de Rohan
Alain IX. de Rohan (* ca. 1382; † 1462) war ab 1429 Vicomte de Rohan et de Léon, Comte de Porhoët, Baron de Pontchâteau, Seigneur de Noyon-sur-Andelle, Pont-Saint-Pierre, Radepont und La Garnache. Er war der Sohn von Alain VIII. de Rohan (Haus Rohan).
Alain IX. ist bekannt als Bauherr in Josselin, wo er die Burg Josselin um ein Wohngebäude erweiterte, dessen 70 Meter langen Fassade ein Zeugnis des Flamboyantstil und der bretonischen Renaissance ist.
In erster Ehe heiratete er Marguerite de Montfort († 1428), Dame de Guillac, Tochter von Herzog Johann V. von Bretagne, mit der er vier Töchter und einen Sohn hatte:
- Alain (* 1408, X 1449 bei der Belagerung von Burg Fougères), Comte de Porhoët, ⚭ 1443 Yolande de Laval, † 1487, Tochter von Guy XII., Comte de Laval, sie heiratete in zweiter Ehe Guillaume d’Harcourt, Comte de Tancarville et Longueville
- Jeanne (* 1415, †nach 1459), ⚭ 1442 François de Rieux, Comte d’Harcourt, Kammerherr des Herzogs von Bretagne, † 1458
- Marguerite († 1496), ⚭ I Jean de Valois, Graf von Angoulême und Herzog von Mailand, † 1467; ⚭ II Gilles II. de Montmorency-Laval, Seigneur de Loué, Vicomte de Brosse.
- Catherine, ⚭ 1429 Jacques de Dinan Montafilant, Grand Bouteiller de France; ⚭ II 1447 Jean d’Albret, Vicomte de Tartas, † 1468 (Haus Albret)
- Béatrix, † jung

In zweiter Ehe heiratete er Maria von Lothringen († 1452), Tochter von Anton von Lothringen, Graf von Vaudémont; Kinder aus dieser Ehe waren:
- Jean II., Vicomte de Rohan et de Léon, Comte de Porhoët; ⚭ Marie de Bretagne, † 1506/11, Tochter von Herzog Franz I. und Isabelle Stewart
- Catherine, ⚭ René de Kerardeux, † vor 1479

In dritter Ehe heiratete er 1456 Péronelle de Maillé, Tochter von Hardouin, Seigneur de Maillé; seine Kinder aus dieser Ehe waren:
- Pierre (* 1456, † nach 1489), Seigneur und Baron de Pontchâteau et de Quintin; ⚭ I Jeanne du Perrier, Comtesse de Quintin, † nach 1480, Tochter von Tristan du Perrier, Comte de Quintin; ⚭ II Jeanne de Daillon; ⚭ III Jeanne de La Chapelle
- Louis, Apostolischer Protonotar
- François, † jung
- Antoine
- Madeleine, Nonne in der Abtei Fontevrault
- Anne, Nonne in der Abtei Fontevrault
- Isabelle